# Apospasta aethalopa
Apospasta aethalopa là một loài bướm đêm trong họ Noctuidae.